# ماریکوپا (کالیفرنیا)
ماریکوپا (به انگلیسی: Maricopa) شهری در شهرستان کرن ایالت کالیفرنیا است که در سرشماری سال ۲۰۱۰ میلادی، ۱۱۵۴ نفر جمعیت داشته است.